# Benitaya
Benitaya es una localidad española del municipio alicantino de Vall de Gallinera, en la Comunidad Valenciana.

## Historia
La localidad pertenece al término municipal de Vall de Gallinera. Aparece descrita en el cuarto volumen del Diccionario geográfico-estadístico-histórico de España y sus posesiones de Ultramar de Pascual Madoz de la siguiente manera:

BENITAYA: l. del ayunt. del Valle de Gallinera, en la prov. de Alicante, (1) leg.), part. jud. de Pego (1), aud. terr., c. g. y dióc. de Valencia (13). Es anejo en lo ecl. de Benisiva (V.), y en sus afueras á medio cuarto de hora al O. se encuentra un convento que fué de PP. Franciscanos. Sobre su sit., clima, local., term., terr., prod., pobl., riq. y cont. .V. el art. Gallinera (valle de).
(Madoz, 1846, p. 226)

En 2021 la entidad singular de población tenía censados 45 habitantes y el núcleo de población 43 habitantes.